# 極すれすれガレッジセール

極すれすれガレッジセール（ごくすれすれガレッジセール）は、TBSで深夜に放送されていたバラエティ番組である。

## 概要
ガレッジセールが放送コードスレスレで過激な企画に体を張って挑戦するというのをコンセプトに作られた番組。1999年に『SURE×2ガレッジセール』というタイトルでスタート。その後『極すれすれガレッジセール』→『激すれすれガレッジセール』などと番組名を改題し約2年間放送。番組では女性ギャング団プッチイボが、様々な女性と乱闘を起こしたり、ゴリがアカマタに何度も顔を噛まれる等体当たりなバラエティ番組であった。
「SURE2ガレッジセール」はTBSチャンネルでも再放送された。

## 出演者
- ガレッジセール（ゴリーヌ：ゴリ、チッチ：川田広樹）

準レギュラー
- イボンヌギャング団
  - ミート：内山信二
- プッチイボ（イボンヌギャング団レディース）
  - 日本海：大島美幸（森三中）
  - ウルフ神崎：まちゃまちゃ
  - 京子：たかだゆうこ
- ピンポンパン
- クズ:神田ホイ

## スタッフ
- 総合演出：マッコイ斉藤
- 構成：石原健次、榊暁彦、ヤヨイ1、佐藤俊明、大井洋一、河野良
- CAM：落合勝芳
- VE：中村浩一
- AUD：大間知浩一
- EED：佐藤英人
- MA：佐藤卓也
- 音効：渡辺貴信
- 美術：きんた典代（金原典代、tac）
- 技術協力：八峯テレビ
- 協力：麻布プラザ
- ディレクター：てら、宇佐美卓也
- プロデューサー：園田憲（TBS）、奥井剛平（吉本興業）
- 協力：笑軍様
- ナレーション：島根定義
- 制作：TBS、Orange

## 関連商品
番組DVDが3巻同時発売された。
- すれすれガレッジセール ハイキック編（2002年2月6日発売、ポニーキャニオン出版）
- すれすれガレッジセール ミドルキック編（2002年2月6日発売、ポニーキャニオン出版）
- すれすれガレッジセール ローキック編（2002年2月6日発売、ポニーキャニオン出版）